# Nome di donna
Pour plus de détails, voir Fiche technique et Distribution.
Nome di donna est un film dramatique italien réalisé par Marco Tullio Giordana et sorti en 2018.

## Synopsis
Nina est une jeune femme qui quitte Milan pour s'installer dans une petite ville de Brianza où elle trouve un emploi à Baratta, une prestigieuse clinique pour personnes âgées fortunées. Au début, tout semble aller pour le mieux, mais Nina est confrontée à une triste réalité : le harcèlement sexuel du directeur Torri, qui a déjà abusé de plusieurs autres employées avant elle.
L'ambiance se dégrade de plus en plus : Nina ne trouve pas le soutien de ses collègues, qui refusent de dénoncer les violences qu'elle a subies et l'isolent ; de plus, la plainte du syndicat reste lettre morte et le magistrat classe l'enquête sans suite. Nina, après avoir été suspendue de son travail pendant un mois, parvient à contacter Sonia, l'ancienne gardienne, qui l'oriente vers Franca, qui était tombée amoureuse du directeur dans le passé, avait été rejetée par lui et, pour se venger, avait anonymement essayé d'alerter contre lui.
Nina trouve un emploi dans l'église dirigée par Don Gino, à qui elle raconte ce qui lui est arrivé. Don Gino décide de faire toute la lumière sur cette affaire, après avoir échoué dans le passé avec Sonia : elle et son mari avaient en effet demandé de l'aide à Don Gino après avoir envoyé à Torri une photo de Sonia blessée. Par peur des conséquences, Don Ferrari (le chef du personnel) accepte la version de l'accident et leur accorde à tous deux une indemnité de départ. Cependant, Sonia ne se sent pas prête à aller témoigner au tribunal.
Nina raconte au syndicat que Sonia a tenté de faire chanter Torri, qui l'a bousculée en la faisant tomber sur un meuble ce qui lui blesse la lèvre. Nina se voit proposer de retourner travailler chez Baratta à condition de signer une lettre déclarant qu'elle a tout inventé. L'avocate Tina Della Rovere reprend le dossier de Nina et le procès contre Torri commence. Le procès, d'abord public avec le témoignage de Sonia, puis à huis clos, se termine par la condamnation de Torri à un an de mise à l'épreuve.
Une année s'écoule. Lors du procès en appel, la Cour déclare Torri coupable des délits de violence sexuelle unie par le lien de continuation et, en accordant les circonstances atténuantes générales équivalentes aux circonstances aggravantes, le condamne à six ans d'emprisonnement et à l'interdiction perpétuelle d'exercer une fonction publique ; en outre, Don Ferrari est déclaré coupable du délit de complicité et est condamné à trois ans d'emprisonnement. Tous deux devront payer les frais de justice et les dommages et intérêts en faveur des parties civiles.

## Fiche technique
- Titre original italien : Nome di donna[1] (litt. « Nom de femme »)
- Réalisateur : Marco Tullio Giordana
- Scénario : Cristiana Mainardi, Marco Tullio Giordana
- Photographie : Vincenzo Carpineta
- Montage : Francesca Calvelli, Claudio Misantoni
- Musique : Dario Marianelli
- Décors : Giancarlo Basili
- Société de production : Lumière & Co.
- Pays de production :  Italie
- Langue originale : italien
- Format : couleurs - 2,35:1
- Durée : 98 minutes
- Genre : drame
- Dates de sortie :
  - Italie : 8 mars 2018

## Distribution
- Cristiana Capotondi : Nina Martini
- Valerio Binasco (it) : Marco Maria Torri
- Stefano Scandaletti (it) : Luca
- Michela Cescon : Tina Della Rovere
- Bebo Storti : Don Roberto Ferrari
- Laura Marinoni : Arabella Rossi
- Anita Kravos : Alina
- Stefania Monaco : psychologue
- Renato Sarti (it) : Don Gino
- Patrizia Piccinini : avocate syndicaliste
- Patrizia Punzo : Franca Tozzi
- Vanessa Scalera : Sonia Talenti
- Linda Caridi : Cecilia Torri
- Adriana Asti : Ines
- Miro Landoni : Juge

## Production
Le tournage du film a débuté le 22 mai 2017. Le lieu de tournage principal était la Villa Mazzucchelli à Ciliverghe di Mazzano. Le film a été produit par Lumière & Co. en collaboration avec Rai Cinema et Celluloid Dreams, avec le soutien du ministère de la Culture et la région du Latium.

## Distinctions
- 2018 - Ruban d'argent[5]
  - Nomination du meilleure actrice dans un second rôle pour Adriana Asti.

- 2018 - Globes d'or[6]
  - Nomination du la meilleure actrice pour Cristiana Capotondi
  - Nomination du la meilleure musique à Dario Marianelli